# 琥珀叶沙蚕
雙齒圍沙蠶（學名：Alitta succinea）是一種廣泛分佈的多毛綱動物，屬於環節動物門多毛綱葉鬚蟲目沙蠶科。
本物種主要出沒於西北太平洋海域，也見於緬因灣及南非。

## 簡述

Alitta succinea in motion

雙齒圍沙蠶可以長達15厘米，儘管一般採得的標本都這個長度要短。牠們的尾部呈褐色，其餘的部份呈紅褐色。牠們的頭部容易辨識，有眼睛四隻，一對觸肢及多條觸手。頭分兩節：the anterior and posterior 口前葉（prostomium），最後一節是為pygidium。

## 攝食
雙齒圍沙蠶是能夠游泳，在水底尋找食物。牠們吃其他蠕蟲及藻類。牠們會用其口器上的兩隻鉤來捕捉獵物，並將之放入口中。雙齒圍沙蠶是其他水底魚類及甲殼類的重要食物。牠們可以分泌黏液狀物質來將自己變硬，以保護自己免受掠食。
它是一类自由游动的多毛纲动物，在浅海水域的底部觅食。它以其他蠕虫和藻类为食。为了进食，它用一个末端有两个钩子的长鼻来抓住猎物并将其吸入嘴里。它们是底食性鱼类和甲壳类的重要食物来源，尽管它们可以通过分泌一种黏液物质来保护自己，这种黏液物质会变硬，在其周围形成鞘。

## 生命周期
雙齒圍沙蠶在春天及初夏的月相會繁殖。牠們的疣足會變大，以方便遊泳。這時牠們可以產卵及排精。在產卵及排精後，牠們便會死亡。
雙齒圍沙蠶的浮遊幼蟲在發育、成長至成為環節動物成長之後會沉回水底。